# Valeri Nikitin
Valeri Nikitin (ur. 28 listopada 1969 w Haapsalu) – estoński zapaśnik walczący w stylu klasycznym. Trzykrotny olimpijczyk. Jedenasty w Barcelonie 1992, ósmy w Atlancie 1996 i czwarty w Sydney 2000. Walczył w kategorii 68 – 69 kg.
Piąty na mistrzostwach świata w 1994. Brązowy medalista mistrzostw Europy w 1992. Wygrał igrzyska bałtyckie w 1993 i trzeci w 1997. Szósty na igrzyskach wojskowych w 1999. Wojskowy mistrz świata w 1997 i trzeci w 2002. Zdobył dwa medale na mistrzostwach nordyckich w latach 1993 - 1994.
Dziesięciokrotny mistrz Estonii w latach 1986 - 2005. Mistrz ZSRR w 1990 roku.